# Pradleves
Pradleves est une commune italienne de la province de Coni dans la région Piémont en Italie.

## Administration
| Période                                  | Période | Identité               | Étiquette | Qualité |
| ---------------------------------------- | ------- | ---------------------- | --------- | ------- |
|                                          |         | Patrizia Simondi Fiore |           |         |
| Les données manquantes sont à compléter. |         |                        |           |         |

### Communes limitrophes
Castelmagno, Demonte, Dronero, Monterosso Grana